# Gevlekte gladde haai
De gevlekte gladde haai (Mustelus asterias), ook wel gevlekte toonhaai, is een haai uit de familie van de gladde haaien.

## Verspreiding
De gevlekte gladde haai komt voor in het noordoosten van de Atlantische Oceaan, van de Britse Eilanden en de Noordzee tot aan de Canarische Eilanden en Madeira, inclusief de Middellandse Zee en Mauritanië.

## Status aan de Noordzeekust
Evenals de ruwe haai komt de gevlekte gladde haai voor in kustwateren van de zuidelijke Noordzee. Langs de Nederlandse kust is deze haai in de periode 1970 tot 1985 niet waargenomen. In 2005 strandde een exemplaar bij Egmond aan Zee. In de zomer van 2018 werd een gevlekte gladde haai gezien voor de kust van Terschelling. Uit onderzoek van de Wageningen Universiteit blijkt echter dat de gevlekte gladde haai vrij algemeen voorkomt voor de kust van Zeeland. Hoewel de soort als niet bedreigd op de internationale rode lijst is aangegeven, staat hij als gevoelig op de Nederlandse rode lijst.

## Kenmerken en voedsel
De gevlekte gladde haai is een slanke haai. De snuit is tamelijk puntig. De rug is licht- tot donkergrijs met lichte flanken en een witachtige buikzijde. Deze haai wordt bij een lengte van 85 cm geslachtsrijp en kan een lengte van 1,4 meter bereiken. Ze komen voor op modderige zandbodems van 5 tot 350 meter diepte. Ze voeden zich met kreeftachtigen.

## Voortplanting
De gevlekte gladde haai is eierlevendbarend. Per keer worden tot 15 jongen geboren van ongeveer 30 cm.

## Synoniemen
- Mustelus plebejus - Bonaparte, 1834[14]
- Mustelus stellatus - Risso, 1827[15]
- Squalus albomaculatus - Plucàr, 1846[16]
- Squalus edentulus - Chiereghini, 1872[17]
- Squalus hinnulus - Blainville, 1825[18]